# 米克爾·巴倫西亞加
米克爾·巴倫西亞加·奥鲁埃萨加斯蒂（發音：[mikel balens̻iaɣa]；西班牙語發音：[ˈmikel βalenˈθjaɣa]；1988年2月29日—）是一位西班牙足球運動員。在場上的位置是左後衛。他現在效力於西班牙足球甲級聯賽球隊拉科鲁尼亚。

## 俱乐部生涯

### 毕尔巴鄂竞技
巴伦西亚加出生于西班牙,吉普斯科亚的祖马拉加,他在皇家社会开始了他的足球培训，在B队效力了两个完整赛季乙级联赛B组。然而，在2008–09赛季，他转会至邻居毕尔巴鄂竞技。
最初被认为是预备队的一员，巴伦西亚加很快就在竞争中击败了老将Koikili和哈维尔·卡萨斯，成为了绝大多数赛季中无可争议的首选，他于2008年9月14日在客场对阵马拉加CF的比赛中首次亮相毕尔巴鄂竞技一线队，比赛最终以0–0战平；另一位俱乐部毕业生安德尔·伊图拉斯佩也在那场比赛中首次出场西甲。
2009年7月，毕尔巴鄂竞技从皇家社会购买了夏比·卡斯蒂略，巴伦西亚加看到了自己在即将到来的赛季的机会渺茫，便接受了被租借到刚刚从顶级联赛降级的CD努曼西亚的转会。在2011年夏天，他以一份为期三年的合同转会至巴利亚多利德，在2010–11赛季的顶级联赛中只出场了一次，他为毕尔巴鄂竞技的正式比赛。
在卡斯蒂利亚-莱昂度过了两个稳健的年头——巴利亚多利德在2011–12年通过升降级附加赛晋升，并在接下来的赛季舒适地在顶级联赛中生存下来——巴伦西亚加在新任主教练埃内斯托·巴尔韦德的领导下，于2013–14赛季回到了毕尔巴鄂竞技，争夺一线队的位置。他于2016年9月24日在国内联赛中攻入了自己作为职业球员的首个进球，帮助主队以3–1击败塞维利亚足球俱乐部。
巴伦西亚加于2023年合同到期后离开了毕尔巴鄂竞技，在两次效力毕尔巴鄂竞技期间为俱乐部出场超过300次。

### 拉科鲁尼亚
2023年7月10日，巴伦西亚加与拉科鲁尼亚签订了合同。12月10日，他打进了一粒罕见的进球，将主场1–1战平塞斯塔奥河俱乐部的比分扳平，比赛是在西班牙皇家足协甲级联赛中进行的。

## 国家队生涯
巴伦西亚加曾为西班牙U21国家队出场一次，在2008年11月18日客场4-1不敌葡萄牙的友谊赛中踢了58分钟。他还曾代表非正式的巴斯克足球代表队出场。